# Markus Aspelmeyer
Markus Aspelmeyer (Schongau, 14 de junho de 1974) é um físico quântico austríaco nascido na Alemanha.
Aspelmeyer nasceu em 1974 na cidade da Baviera Schongau. Frequentou a escola local, onde obteve o abitur em 1993.
Estudou física e filosofia na Universidade de Munique, obtendo um mestrado em filosofia e um doutorado em física em 2002. Juntou-se ao grupo de Anton Zeilinger na Universidade de Viena em 2002, com uma bolsa de pós-doutorado Feodor Lynen da Fundação Alexander von Humboldt. Tornou-se professor assistente da universidade, e depois professor júnior, e mais tarde pesquisador sênior do Instituto de Óptica Quântica e Informação Quântica (IQOQI) da Academia Austríaca de Ciências, onde dirige uma equipe de pesquisadores trabalhando com efeitos quânticos em sistemas micro e nanomecânicos. Deus interesses de pesquisa são entrelaçamento quântico e óptica quântica.
Recebeu o Prêmio Lieben de 2007 e uma bolsa da Agência Executiva do Conselho Europeu de Investigação em 2009. Foram-lhe oferecidas cátedras na Universidade de Oxford, Universidade de Calgary e Universidade de Viena, e atualmente ocupa a cátedra de Informação Quântica na Nanoescala da Universidade de Viena. Por seu trabalho em óptica quântica, informação quântica e optomecânica quântica recebeu o Prêmio Fresnel da European Physical Society, o Prêmio Lieben da Academia Austríaca de Ciências e o Prêmio Fritz Kohlrausch da Sociedade de Física da Áustria
É fellow da American Physical Society.